# Liste der Monuments historiques in Pauillac
Die Liste der Monuments historiques in Pauillac führt die Monuments historiques in der französischen Gemeinde Pauillac auf.

## Liste der Bauwerke
| Bezeichnung               | Beschreibung                  | Standort | Kennzeichnung | Schutzstatus | Datum | Bild           |
| ------------------------- | ----------------------------- | -------- | ------------- | ------------ | ----- | -------------- |
| Château Lafite-Rothschild | Erbaut im 18./19. Jahrhundert | (Lage)   | PA00083885    | Inscrit      | 1989  | weitere Bilder |

## Liste der Objekte
- Monuments historiques (Objekte) in Pauillac in der Base Palissy des französischen Kultusministeriums